# Комісар Параска Матвіївна
Параска Матвіївна Комісар (19 серпня 1915 — 28 січня 1998) — передовик радянського сільського господарства, доярка колгоспу імені Сталіна Улянівського району Сумської області, Герой Соціалістичної Праці (1958).

## Біографія
Народилася в 1915 році в селі Вири, нині Білопільського району Сумської області в сім'ї українського селянина.
У 1927 році почала працювати в сільському господарстві. На початку війни проживала на окупованій території. У 1947 році стала працювати дояркою колгоспу імені Сталіна (пізніше «Зоря комунізму») Білопільського району Сумської області.
У 1957 році показала високі результати виробничої діяльності. Зуміла надоїти від кожної закріпленої корови по 7400 кілограмів молока за рік.
Указом Президії Верховної Ради СРСР від 26 лютого 1958 року за отримання високих показників у сільському господарстві і рекордні показники у тваринництві Парасці Матвіївні Комісар присвоєно звання Героя Соціалістичної Праці з врученням ордена Леніна і медалі «Серп і Молот».
Працювала й надалі в рідному колгоспі «Зоря комунізму» до виходу на заслужений відпочинок.
Проживала у рідному селі Вири. Померла 28 січня 1998 року, похована на сільському кладовищі.

## Пам'ять
У місті Білопілля на пам'ятному знаку землякам-героям вигравірувано її ім'я.

## Нагороди
- золота зірка «Серп і Молот» (26.02.1958)
- орден Леніна (26.02.1958)
- Орден Трудового Червоного Прапора (22.03.1966)
- інші медалі.